# Зафир Кънчев
Зафир Тодоров Кънчев е български общественик, етнограф и изследовател на традициите, обичаите и фолклора на Неврокопския край, основател на Неврокопския ансамбъл за народни песни и танци.

## Биография
Роден е в Неврокоп на 19 август 1915 година. Кънчев изследва бита на местните хора и създава огромна колекция от характерни за района тъкани и плетива. Също така проучва, регистрира, картотекира празнични и старинни обичаи в Неврокопско. В 1946 година създава ансамбъл за народни песни и танци „Яне Сандански“ към читалището в Гоце Делчев, който по-късно приема името Неврокопски ансамбъл за народни песни и танци. Под негово ръководство ансамбълът постига големи успехи. С негова помощ Кънчев пресъздава събраните от него народни обичаи, песни и танци. За своите заслуги Зафир Кънчев получава орден „Кирил и Методий“ I степен.
Зафир Кънчев умира на 8 ноември 1987 година.
На 5 май 2016 година, по повод 70-годишнината от създаването на Неврокопския ансамбъл, община Гоце Делчев го удостоява посмъртно със званието „почетен гражданин на Гоце Делчев“ „за неуморната му и безценна изследователска и етнографска дейност, съхранила местния фолклор и традиции, и за създадения от него, преди 70 години в град Гоце Делчев (Неврокоп), първи в България самодеен ансамбъл за народни песни и танци“.